# فوسكيفاز (آراغاتسوتن)
مدينة فوسكيفاز (بالإنجليزية: Voskevaz)‏ هي إحدى المدن التابعة لمقاطعة آراغاتسوتن في أرمينيا. يقدر عدد سكانها بـ 4578 نسمة حسب الإحصاء الذي جرى عام 2011.